# Vrana, Pakoštane
Vrana je naselje in arheološko najdišče na Hrvaškem, ki upravno spada pod občino Pakoštane Zadrske županije.
V srednjem veku je bila Vrana močno gospodarsko in politično središče. Hrvaški kralj Dimitrij Zvonimir je benediktinski samostan, ki je bil zgrajen na kraljevi posesti ob Vranskem jezeru, ob svojem kronanju (1075/76) podaril svetemu sedežu. Ta ga je prepustil templarjem (1136), ki so Vrano vojaško utrdili. Po ukinitvi reda templarjev so mesto prevzeli ivanovci (1312). Vranski prior je postal glavni prior tega reda na območju vsega kraljestva. Papež in kralj sta soglasno združila položaj vranskega priorja s položajem hrvaškega bana, kar je dalo samostanu izredno politično in posledično gospodarsko moč. Pridobil si je kakih 40 posesti na Hrvaškem, Slavoniji in Bosni. Po turškem zavzetju (1537) je trdnjava nekaj časa služila kot vojaško oporišče. Leta 1648 so Benečani trdnjavo porušili. Vrana je izgubila svoj pomen, postala je običajna hrvaška vas. Ostanki srednjeveškega mesta še čakajo na arheološke raziskave.

## Zgodovina
Da je bila Vrana naseljena že v ilirskih in rimskih časih, pričajo ostanki ilirskih  in rimskih zgradb, keramike in akvadukta, ki je oskrboval antični Zadar.
Srednjeveško mesto je nastalo na posesti hrvaških kraljev severno od Vranskega jezera. V 11. stoletju se omenjata vranska utrdba (castrum Aurannae) in benediktinski samostan z veliko zemljiško posestjo in dragoceno zakladnico, v kateri so hranili poleg srebrne skrinjice s kostmi svetega Grgurja, križev in kelihov tudi dve zlati kroni, okrašeni z dragim kamenjem. Hrvaški kralj Dimitrij Zvonimir je ob kronanju v Solinu (oktobra 1075 ali 1076) daroval samostan z vsem imetjem svetemu sedežu, ki je s tem dobil prvo stalno diplomatsko središče na vzhodni obali Jadrana. Papeški odposlanci, ki so tam prebivali, so združevali funkcijo nuncija in apostolskega upravitelja.
Leta 1136 je sveti sedež dodelil samostan vitezom templarjem, ki so prevzeli upravljanje samostana in njegovega imetja. Zgradili so obzidje in obrambne stolpe. Neposredna podrejenost papežu je pomenila neodvisnost od lokalnih cerkvenih in posvetnih velikašev, kar je samostanu omogočalo hitrejši razvoj. Ob ukinitvi templarskega reda leta 1312 so njegovo vlogo prevzeli ivanovci. Dobili so pravico sodne oblasti tudi nad drugimi samostani tega reda, tako da je vranski prior postal glavni prior tega reda na območju vsega kraljestva. Zaradi pogostih sporov pri imenovanju hrvaškega bana sta ogrsko-hrvaški kralj in papež sporazumno, s posebno uredbo, združila položaj hrvaškega bana s položajem vranskega priorja, s čimer je ta dobil ogromno cerkveno in politično moč. Vranski priorat si je pridobil okrog 40 samostanov, mest in posesti po Dalmaciji, Slavoniji, Međimurju in Bosni. Najmočnejša vranska priorja sta bila Ivan Paližna in Petar Berislavić.
Ko je leta 1409 Ladislav Neapeljski prodal Dalmacijo Beneški republiki za 100.000 dukatov, je tudi Vrana prišla pod beneško oblast. V tem času je nastal Vranski zakonik, pomemben zgodovinski dokument, ki nam daje vpogled v tedanjo upravno in sodno organiziranost na območju Vrane in okolice. Zakonik z elementi hrvaškega splošnega prava sestoji iz 33 členov, napisanih v arhaični italijanščini, le zaključek je v latinskem jeziku.
Po bitki pri Mohaču (1526) ni bilo več organiziranega odpora proti prodiranju Turkov. S padcem Knina in Ostrovice so imeli Turki odprto pot proti Vrani, Zadru in Ninu. Iz strahu pred njimi so prebivalci iz Vrane zbežali deloma v Betino na otoku Murterju, deloma v južno Istro. Še danes imajo Betinci velike oljčne nasade na zemeljski ožini med Vranskim jezerom in morjem (Modrave), ki je ostala pod beneško oblastjo.
Vrana je padla v turške roke leta 1537. V mestu in predmestju so se naselili izključno muslimani, v okolici pa pravoslavno vlaško prebivalstvo. Turki so Vrano preuredili v vojaško postojanko, v kateri so vzdrževali posadko 150 pešcev in 100 konjenikov. Upravno je Vrana pripadala najprej kliškemu, potem  liškemu in nato krškemu sandžaku ter  skradinskemu kadiluku. Upravljale so jo turške plemiške družine iz rodu Atlagićev i Durakbegovićev.
Leta 1644 (malo pred koncem turške oblasti v teh krajih) je dal Jusuf-paša Mašković, po rodu verjetno iz teh krajev, ki se je v turški hierarhiji uveljavil kot drugi vezir, sultanov svetovalec in nazadnje admiral turške flote, v Vrani zgraditi han in karavanseraj. Zaradi benečansko-turške vojne in Jusufove smrti gradnja ni bila končana, a je ostala delno ohranjena do današnjih dni. Leta 2013 je bil objekt ob pomoči evropskih sredstev obnovljen, dokončan in spremenjen v hotel.
V času kretske vojne med Osmanskim cesarstvom in Beneško republiko (1645-1669), so Benečani leta 1647 na hitro zavzeli Vrano. Ko pa so se po premirju (1648) vendarle morali umakniti, so s topovi razrušili vransko trdnjavo. Ko je maja 1683 prišel v Vrano novi krški sandžak-beg in je poskušal svojim podložnikom zvečati dajatve, se je zbralo kakih 400 ljudi iz Vrane in okoliških krajev in mu dalo vedeti, naj se umakne v Knin, sicer bodo uporabili silo. To je tudi storil in se iz Knina pogajal z Benečani. Ko je oktobra 1683 izbruhnila nova benečansko-turška vojna, se je lokalno prebivalstvo uprlo in dokončno osvobodilo Vrano.
Po odhodu Turkov in postopni osvoboditvi vsega zaledja je Vrana izgubila svoj strateški in gospodarski pomen; postala je manjše vaško naselje. Beneška oblast je leta 1752 dala vranski fevd v upravljanje rodbini Borelli, ki je tukaj gospodarila do leta 1868. Leta 1770 so izkopali prekop med Vranskim jezerom in morjem (prekop Prosika), ki je znižal gladino jezera za 3 m. Na izsušenih močvirjih so vpeljali poljedelstvo, ki je postalo gospodarska osnova pokrajine. Malarija pa je ostala problem območja vse do začetka dvajsetega stoletja.

## Demografija
| Pregled števila prebivalcev po letih | Pregled števila prebivalcev po letih | Pregled števila prebivalcev po letih | Pregled števila prebivalcev po letih | Pregled števila prebivalcev po letih | Pregled števila prebivalcev po letih | Pregled števila prebivalcev po letih | Pregled števila prebivalcev po letih | Pregled števila prebivalcev po letih | Pregled števila prebivalcev po letih | Pregled števila prebivalcev po letih | Pregled števila prebivalcev po letih | Pregled števila prebivalcev po letih | Pregled števila prebivalcev po letih | Pregled števila prebivalcev po letih | Pregled števila prebivalcev po letih |
| ------------------------------------ | ------------------------------------ | ------------------------------------ | ------------------------------------ | ------------------------------------ | ------------------------------------ | ------------------------------------ | ------------------------------------ | ------------------------------------ | ------------------------------------ | ------------------------------------ | ------------------------------------ | ------------------------------------ | ------------------------------------ | ------------------------------------ | ------------------------------------ |
| 1857                                 | 1869                                 | 1880                                 | 1890                                 | 1900                                 | 1910                                 | 1921                                 | 1931                                 | 1948                                 | 1953                                 | 1961                                 | 1971                                 | 1981                                 | 1991                                 | 2001                                 | 2011                                 |
| 426                                  | 365                                  | 312                                  | 311                                  | 334                                  | 517                                  | 630                                  | 641                                  | 885                                  | 996                                  | 1125                                 | 1222                                 | 1204                                 | 1249                                 | 724                                  | 790                                  |

## Gospodarstvo
Razvito poljedelstvo.

## Znamenitosti
- Vransko jezero, ki je dobilo ime po mestu, je največje naravno jezero na Hrvaškem; z okolico je razglašeno za park narave.
- Maškovićev han, najbolj zahodni nevojaški ostanek turške arhitekture, obnovljen in dokončan leta 2014.
- Arheološki ostanki mesta Vrane, ki čakajo na arheološka odkopavanja.
- Ostanki rimskega akvadukta, ki je iz bližnjega izvira oskrboval mesto Zadar (tedaj Jader).

## Poznane osebnosti
- Ivan Paližna (†1391), hrvaški ban ih vranski prior
- Lucijan Vranjanin (Laurana) (~1430–1502), renesančni kipar in slikar
- Franjo Vranjanin (Laurana)  (~1420–1479), arhitekt in graditelj
- Toma Ilirik, frančiškan, katoliški reformator  v 15/16 stoletju
- Ivan iz Vrane, admiral benečanske vojske
- Jusuf-paša Mašković (1604-1645), vezir in admiral turške mornarice
- Manfred Borelli Vranski (1839-1914), politik in gospodarstvenik